# جودة حياة

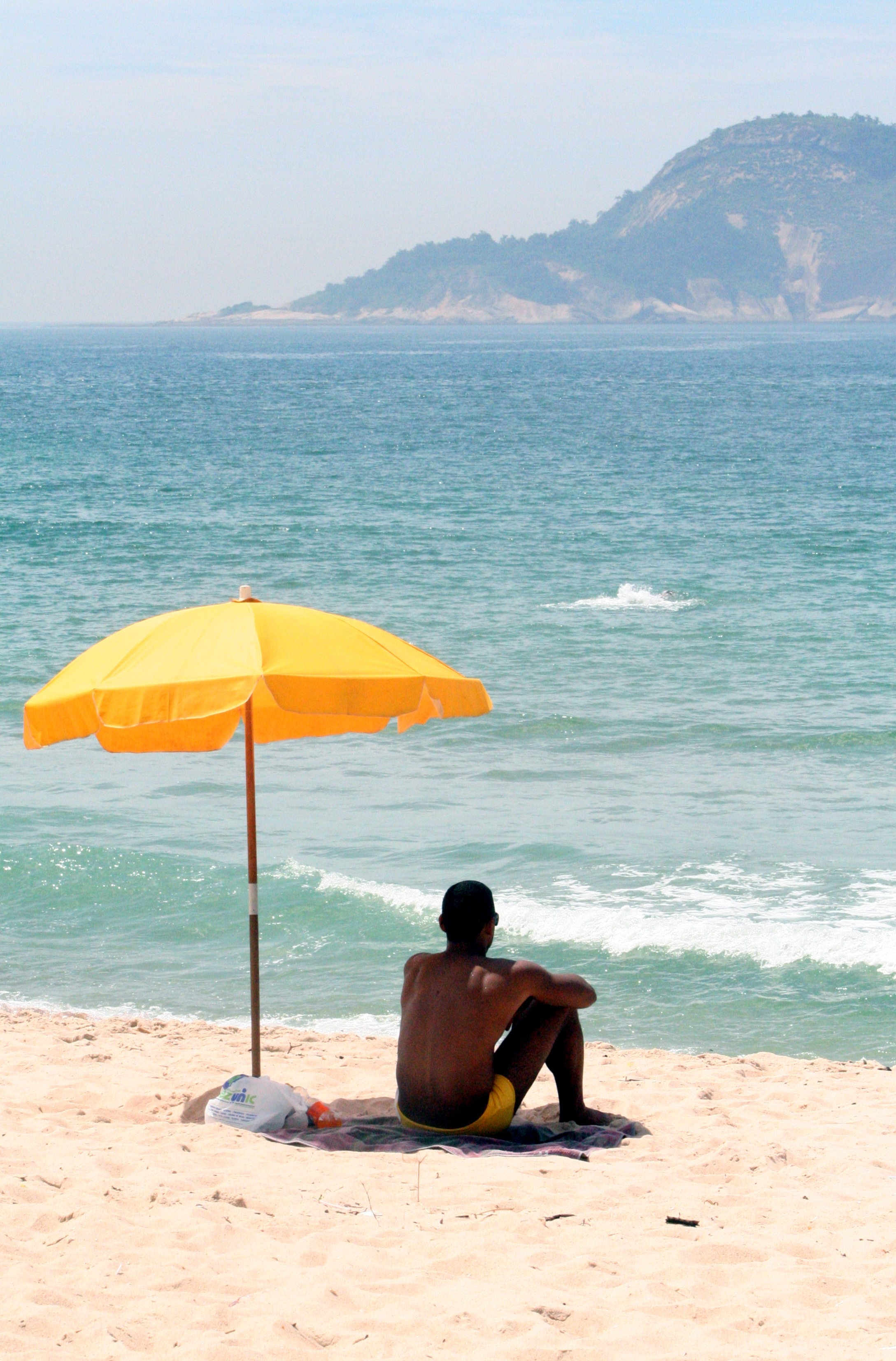

يتضمن مفهوم جودة الحياة أو أحوال المعيشة (بالإنجليزية: Living Conditions)‏ كل ما يتمتع به الفرد من مسكن وملبس ومأكل ومشرب. ويتحدد ذلك –عادة- بمستوى دخله والبيئة التي يعيش فيها، والطبقة الاجتماعية التي ينتمي إليها.
وعلى هذا يمكن تعريف مفهوم «الأحوال المعيشية» بشكل أكثر تحديداً، بوصفها عملية مركبة ومتكاملة تتضمن توافر كافة الاحتياجات، والإمكانات المادية للفرد أو الأسرة، كالمأكل والمشرب والملبس والمسكن، وكذلك الحاجات غير المادية (الاجتماعية)، كالتعليم والعلاج والنقل والمواصلات والبيئة النظيفة الخالية من التلوث. ولا شك أن هذه الحاجات ليست استاتيكية أو ثابتة، وإنما هي ذات طبيعة دينامية ومتطورة من خلال ارتباطها بتطور المجتمع وتقدمه.

## نظرة عامة
جودة الحياة هي السلامة العامة للأفراد والمجتمعات، مع تلخيص السمات السلبية والإيجابية في الحياة. ترصد جودة الحياة الرضا عن الحياة بما في ذلك كل شيء من الصحة الجسدية، والعائلة، والتعليم، والتوظيف، والثروة، والأمان، وضمان الحرية، والمعتقدات الدينية، والبيئة. لجودة الحياة مدى واسع من السياقات، بما في ذلك مجالات التنمية الدولية، والرعاية الصحية، والسياسة والتوظيف. من المهم عدم الخلط بين مفهوم جودة الحياة وبين مجال جودة الحياة الصحية النامية حديثا. تقييم جودة الحياة الصحية هو تقييم فعال لجودة الحياة وعلاقتها بالصحة.
ينبغي عدم الخلط بين جودة الحياة وبين مفهوم مستوى المعيشة، والذي يعتمد بصورة أساسية على الدخل.
لا تشمل المعايير القياسية لجودة الحياة الثروة والتوظيف فقط، وإنما أيضا كلا من البيئة الثابتة، والصحة الجسدية والعقلية، والتعليم، والاستجمام ووقت الفراغ، والانتماءات الاجتماعية. طبقا لمنظمة الصحة العالمية، فإن تعريف جودة الحياة هو «تصور الفرد لمركزه في الحياة في سياق الثقافة وأنظمة القيمة التي يعيش فيها وبالنسبة إلى أهدافه». طبقا لعالم الاقتصاد البيئي روبيرت كوستانزا:
هناك بعض المفاهيم المرتبطة بجودة الحياة أيضا مثل الحرية، وحقوق الإنسان، والسعادة. إلا أنه ولأن السعادة موضوعية ومن الصعب قياسها، فقد أُعطيت المعايير الأخرى الأولوية. أظهرت الدراسات أيضا أن السعادة –بمقدار إمكانية قياسها- لا تتزايد بالضرورة مع الراحة الناتجة عن زيادة الدخل. كنتيجة لذلك، لا يجب أخذ مستوى المعيشة كمقياس لمستوى السعادة. أحد المفاهيم التي تعتبر أحيانا مرتبطة بجودة الحياة هو مفهوم الأمن البشري، على الرغم من أنه يُعتبر في مستوى أساسي لكل الناس.

## في الرعاية الصحية
داخل مجال الرعاية الصحية، كثيرا ما تُعتبر جودة الحياة في ضوء مقدار تأثير مرض ما على المريض في مستوى فردي. قد يكون الأمر ضعفا موهنا ولكنه غير مهدد للحياة، أو مرضا مهددا للحياة ولكنه غير قاتل، أو مرضا قاتلا، أو تدهور متوقع في حياة كبار السن، أو تدهور غير متوقع في الصحة الجسدية أو العقلية لشخص حبيب، أو مرحلة نهائية من مرض مزمن. عرّف باحثون في جامعة تورونتو جودة الحياة على أنها «درجة استمتاع الفرد الإمكانيات المهمة في حياته أو حياتها».

## قياس جودة الحياة
يُشير البنك الدولي إلى أن متوسط نصيب الفرد من دخل الأسرة وإنفاقها يُعدان مقياسين ملائمين للدلالة على مستوى المعيشة، طالما يشملان الإنتاج بغرض تحقيق الاستهلاك الذاتي. إن هذين المقياسين لا يغطيا أبعاداً، مثل: الثروة، والصحة، والعمر المتوقع، ومعرفة القراءة والكتابة، والوصول إلى سلع وخدمات النفع العام، أو موارد الملكية المشتركة في المجتمع. لذا، اعتمد برنامج الأمم المتحدة الإنمائي على مؤشرات الحاجات الإساسية (بالإنجليزية: Basic Needs)‏. وتشتمل الحاجات الأساسية، المعبِّرة عن أحوال المعيشة، على حاجات مادية مثل: الطعام والسكن والملابس والمياه النقية ووسائل التعليم والصحة، وحاجات غير مادية، مثل: حق المشاركة والحرية الإنسانية والعدالة الاجتماعية.
قد يعاني بعض الأفراد فقراً في إشباع إحدى هذه الحاجات، كأن تكون ظروف مسكنهم أدنى من الحد الأدنى للمعيشة، بينما يشبعون حاجة أساسية أخرى كالطعام بما يتجاوز مقياس الحد الأدنى للمعيشة. فهل يعيش هؤلاء الناس في حالة معيشية متدنية؟ في الواقع لا توجد معايير موضوعية كاملة لتحديد هذا المستوى المعيشي؛ ولكن من الثابت أن الوحدة المعيشية، سواء كانت فرداً أم أسرة، تُعَد ذات مستوى معيشي متدنٍ إذا كانت تعيش تحت خط الفقر.
وعند تحديد خط الفقر (بالإنجليزية: Poverty Line)‏، هناك اتجاه عام يميل إلى:
- عَدُّ الإنفاق الاستهلاكي مقارناً بالدخل المتاح، هو المؤشر الأكثر صدقاً في التعبير عن مستوى معيشة الأسرة.
- قياس مستوى الرفاهية على أساس مستوى الفرد، وليس الأسرة كوحدة مرجعية.
- قياس أفضل مؤشر لمستوى معيشة الأسرة هو متوسط الإنفاق الاستهلاكي للفرد داخل الأسرة.

## مفهوم الحاجات
يختلف مفهوم الحاجات من مجتمع إلى آخر، ومن فرد إلى آخر، ومن ثقافة إلى أخرى. كما يختلف مفهوم الحاجات الاجتماعية الإنسانية عن مفهوم حاجات الكفاف (بالإنجليزية: Subsistence Needs)‏. فحاجات الكفاف تعني توافر الحاجات الضرورية، من الطعام والصحة والمسكن والملبس، أي أنه يعني توفير الحد الأدنى من السلع والخدمات التي تحفظ بقاء الكائن الحي. أما مفهوم الحاجات الاجتماعية الإنسانية، فإنه مفهوم دينامي متطور، بمعنى أن القدر اللازم من السلع والخدمات لإشباع الحاجات الاجتماعية يزيد ويتنوع ويرتقي كلّما حقق المجتمع نجاحاً في مجالات التنمية المختلفة.
كما أشار بعض الباحثين إلى أن هناك فرقاً بين الحاجات الفردية والحاجات الجماعية؛ فالحاجات الفردية تتمثل في الحاجة إلى الغذاء والكساء والمسكن، أما الحاجات الجماعية فتتمثل في الحاجة إلى الماء النقي والصرف الصحي والعلاج والتعليم والبيئة غير الملوثة. ومن البديهي أن هناك مجالاً رحباً للتسامي في إشباع هذه الحاجات، سواء على المستوى الفردي أو على المستوى المجتمعي. لكن مفهوم الحاجات الأساسية المعبِّرة عن أحوال المعيشة، يعطي الأفضلية في الوقت الراهن للمؤشرات غير المادية للخدمات الإنسانية، مثل: التعليم والصحة والإسكان والنقل، ذلك أن إتاحة الخدمات لكل الفئات المحرومة يساعد على زيادة النمو والإنتاج في العمل بشكل كبير. وعلى الرغم من أن مفهوم الحاجات الأساسية قابل للتطبيق عالمياً، إلا أنه يختلف باختلاف المستوى التنموي للمجتمع، ومن ثقافة إلى أخرى.